# Adelencyrtoides suavis
Adelencyrtoides suavis är en stekelart som beskrevs av John S. Noyes 1988. Adelencyrtoides suavis ingår i släktet Adelencyrtoides och familjen sköldlussteklar. Inga underarter finns listade i Catalogue of Life.